# Touey
El riu Touey o Taouey és un curs d'aigua del nord-oest del Senegal. De fet és un curs d'aigua canalitzat que uneix el llac de Guiers amb el riu Senegal. El llac Guiers s'alimenta principalment del riu Ferlo. La població de Richard-Toll es troba a la confluència del Senegal i el Taouey; el castell del governador Jacques-François Roger, baró de Roger, fou conegut com "la bogeria del beró Roger" i està situat al costat del pont sobre el riu. Antigament era un marigot però les obres de condicionament fetes el 1974 per regular l'aigua del llac el van convertir en un riu; el riu Ferlo va passar a ser doncs un subafluent.